# トラウデン都仁
トラウデン 都仁（トラウデン とに、独: Toni Trauden、2002年〈平成14年〉12月20日 - ）は、日本の俳優。京都府出身、パール所属。上智大学総合人間科学部心理学科在学中。

## 略歴
ダンスが好きで9歳の時に、ミュージカルの劇団に入った。
京都市立日吉ヶ丘高等学校卒業。2022年3月時点では上智大学総合人間科学部心理学科に通いながら芸能活動をしている。

## 人物
趣味は、歌・ダンス・読書・料理・ゲーム。姉はモデル、タレントのトラウデン直美。

## 出演

### テレビドラマ
- 土曜ドラマ 時代劇 わげもん〜長崎通訳異聞〜（2022年1月8日 - 29日、NHK総合） - 未章 役[4]
- 相棒（テレビ朝日）
  - season21
    - 第1話「ペルソナ・ノン・グラータ〜殺人招待状」（2022年10月12日）[6] - クリス・ガルシア 役
    - 第2話「ペルソナ・ノン・グラータ〜二重の陰謀」（2022年10月19日） - クリス・ガルシア 役
- 連続テレビ小説 舞いあがれ!（2022年10月21日 - 11月11日、NHK大阪制作） - 佐伯功 役[7]
- 私の町の千葉くんは。（2024年10月10日 - 12月26日、テレビ東京） - 布施アズサ 役[8]

### テレビ番組
- ポップUP!（2022年4月 - 12月、フジテレビ） - 隔週水曜レギュラー[9]